# Ellinor Taube
Ellinor Gunnel Astri Elisabet Taube, född 29 april 1930 i Hedvig Eleonora församling i Stockholm, död 30 november 1998 i Högalids församling i Stockholm, var en svensk målare och tecknare.
Ellinor Taube var dotter till Evert och Astri Taube. Hon utbildade sig vid Otte Skölds målarskola i Stockholm, Gerlesborgsskolan i Bohuslän 1958 och Kungliga konsthögskolan i Stockholm 1959–1964. Hon tilldelades stipendium från H Ax:son Johnsons stiftelse 1962 och 1963. Hennes verk bestod i huvudsak av landskap, stilleben och porträtt utförda i olja, kol eller blyertsteckning.
Hon står i fokus för flera av faderns kända verk, såsom Brevet från lillan (mer känd[källa behövs] som Pappa kom hem) och Fiorella från Caramella.
Ellinor Taube var 1950–1957 gift med konstnären Bengt Ericson (1920–1998). Deras dotter är Maria Taube, intendent vid Moderna museet, som tagit upp sin mors efternamn.